# Welkenraedt
Welkenraedt är en kommun i Belgien.   Den ligger i provinsen Liège och regionen Vallonien, i den östra delen av landet, 120 km öster om huvudstaden Bryssel. Antalet invånare är 9 623.
Omgivningarna runt Welkenraedt är en mosaik av jordbruksmark och naturlig växtlighet. Runt Welkenraedt är det ganska tätbefolkat, med 179 invånare per kvadratkilometer.